# Distretto di Tri Ton
Il distretto di Tri Ton (vietnamita: Tri Tôn) è un distretto (huyện) del Vietnam della provincia di An Giang nella regione del Delta del Mekong. 
Occupa una superficie di 598 km² e ha 118 648 abitanti (stima del 2003), il capoluogo è Tri Tôn.